# Hydroeciodes plugmona
Hydroeciodes plugmona là một loài bướm đêm trong họ Noctuidae.